# آن ويلسن
آن داستن ويلسن (بالإنجليزية: Ann Wilson)‏ مواليد 19 يونيو 1950 في سان دييغو، كاليفورنيا. هي المغنية الرئيسية وعازفة الفلوت وأحيانا عازفة الغيتار في فرقة هارت الموسيقية.

## سيرة
أثناء طفولتها استقرت آن وأسرتها في مدين بيلفو شرقي مدينة سياتل في ولاية واشنطن. بسبب تلعثمها في النطق أثناء الصغر ركزت آن على تعلم الموسيقى.
انضمت إلى فرقة موسيقية محلية في أوائل السبعينيات والتي حملت اسم وايت هارت "White Heart" والذي تغير لاحقا إلى هوكس بوكس "Hocus Pocus" ومن ثم تغير إلى هارت "Heart" في 1974.
خلال السبعينيات ارتبطت آن بعلاقة عاطفية مع مايكل فيشر مدير الفرقة لكن هذه العلاقة انتهت في 1979 حيث قامت آن بتقديم أغنية ماجيك مان "Magic Man" والتي تم كتابتها عن مايكل واحتوت كلمات عن مراحل بداية العلاقة بينهما.
قامت آن بتبني ابنتها ماري في العام 1991 وابنها داستن في عام 1998.
في طفولتها كانت آن تتعرض (للمزاح) بشأن حجمها، حيث تقول أنها في سن السابعة عشرة كانت تقوم بتجويع نفسها لتظل نحيفة. وحين قامت الفرقة بعودة جديدة في الثمانينيات، قامت آن بتبديل كبير في وزنها وذلك خشية أن تتأثر شعبية الفرقة وذلك نزولا على ضغوط من مديري الفرقة وأعضائها. كما تم تحاشي اظهارها نوعا ما في الأغاني المصورة للفرقة حيث تم تركيز الصور على شقيقتها نانسي، وصرحت آن وقتها أنها كانت تعاني وقتها من نوبات هلع بسبب سلبية الأمر.
خضعت في يناير 2002 لعملية ضبط عصابة المعدة لتقليل الوزن، بعد ما وصفته (بمعركة طويلة الأمد) مع وزنها.

## تسجيلات
في 1974 شقيقة آن الصغرى نانسي انضمت للفرقة وقامت الفرقة بالانتقال إلى كندا، وقامت الفرقة بتسجيل أول ألبوماتها وهو دريم وت آني "Dreamboat Annie" في فانكوفر 1975. وتم توزيعه بالأسواق بالولايات المتحدة في 1976.
في 1977 تم إصدار ألبوم ليتل كوين "Little Queen" وفي 1978 أصدر ألبوم دوغ أند بترفلاي "Dog & Butterfly".
في 1992 ظهرت آن مع فرقة أليس إن تشينز "Alice in Chains" حيث قامت بالغناء في أغنيات "Brother" "Am I Inside" "Love Song" "Turn right".
في 2006 بدأت آن في تسجيل أول ألبوماتها المنفردة (سولو) والذي حمل عنوان هوب أند غلوري "Hope & Glory" والذي صدر في 11 سبتمبر 2007. والذي أدى فيه كضيوف عدد من الفنانين من بينهم إلتون جون، كي دي لانج، أليسون كروس، غريتشن ويلسن، روفوس واينرايت ووينونا جود.

## وصلات خارجية
- Heart

*Official Ann Wilson MySpace page
- آن ويلسن على موقع IMDb (الإنجليزية)
- آن ويلسن على موقع ميوزك برينز (الإنجليزية)
- آن ويلسن على موقع رولينغ ستون (الإنجليزية)
- آن ويلسن على موقع إن إن دي بي (الإنجليزية)
- آن ويلسن على موقع أول ميوزيك (الإنجليزية)
- آن ويلسن على موقع ديسكوغز (الإنجليزية)
- آن ويلسن على موقع قاعدة بيانات الفيلم (الإنجليزية)